# 利玉芳
利玉芳 （1952年—），台灣詩人，出生於屏東縣內埔鄉，祖籍廣東蕉嶺。為笠詩社、台灣現代詩人協會、《文學台灣》同仁。現居台南市下營區。
父親利祥昌在日治時期受高等教育，而曾服務於日本海軍並參與二次世界大戰，因祖父不捨田荒，而大伯早逝且二伯正在外地擔任校長，因此父親辭去戰後任職的鄉公所返家自耕。母親吳瑞蘭是鄰近村落竹田鄉噸物（潭）人，由嫁到噸物的姑姑從中牽線而成為父親的續弦妻。有兩位姊姊，利玉芳排行老三，下有一妹和兩位弟弟，二弟住內埔老家附近。在家鄉的內埔中學畢業後考上屏東女中，但每天從內埔騎腳踏車到屏東，體力難以負荷，經常精神不佳，並在課堂上打瞌睡，一年後即因成績不佳而主動申請休學。
跟隨當時去高雄加工區工作的風潮，她也找到一份電子公司的工作，並重考進入高雄高商夜間部就讀，此後半工半讀，期間開始她以筆名「綠莎」陸續發表散文於《中國婦女週刊》上，並因在週刊登載徵筆友訊息而與丈夫顏壽何結下因緣。顏壽何是當時眾多筆友之一，後因她專心準備考試而中斷通信且失聯。退伍回台南的顏壽何因軍隊徵召而再來到高雄，翻閱報紙時，意外看見利玉芳在當地任職的電子公司刊登的人事廣告，於是以報載的公司地址主動寄信，沒想到也得到回應，兩人約碰面後便互相吸引而熱戀。1973年，補校畢業的利玉芳自典型客家莊嫁進傳統閩南農家的臺南縣下營鄉，後來漸漸學會閩南語。兩人育有3名兒女，大女兒在1973年出生，兩個兒子接著在1975年和1979年報到，先生顏壽何曾任職於下營鄉農會，已退休。
早年參加鹽分地帶文藝營，結識笠詩社成員，之後加入。曾以「綠莎」為筆名發表散文，之後以本名發表詩作。著有《活的滋味》、《貓》、《向日葵》、《淡飲洛神花的早晨》、《夢會轉彎》、《台灣詩人選集──利玉芳集》等詩集；散文集《心香瓣瓣》；《聽故事遊下營》、《我家在下營》、《壓不扁的玫瑰──楊逵》、《小園丅》等兒童文學作品。榮獲1986年吳濁流文學獎、1993年陳秀喜詩獎。
台灣日治時期作家林芳年生前曾評論其詩，寫道：「形象大膽、造句清新、能打破一些古陋的格調，她不僅在修辭方面有凝練的成就，且在意境的表達也有跨步的進展。」